# Thomas Williams (Fußballspieler)
Thomas Ivory Williams III (* 15. August 2004 in Titusville, Florida) ist ein US-amerikanischer Fußballspieler.

## Karriere

### Klub
Von der Orlando Academy kommend bekam er bereits von März bis November 2020 Spielpraxis mit der B-Mannschaft von Orlando City in der USL League One. Nachdem er im Sommer 2021 Teil der MLS-Mannschaft von Orlando Pride wurde, bekam er sein Debüt in der Liga am 17. April 2022 bei einem 0:2-Sieg über Columbus Crew, wo er zur 90.+2. Minute für Benji Michel eingewechselt wurde. Auch in den nächsten paar Spielen erhielt er noch Einsatzzeit und stand bei einer 1:4-Niederlage gegen Montréal auch über die volle Spielzeit auf dem Platz. Auch in der MLS Next Pro kam er ab der Saison 2022 dann mit der B-Mannschaft zum Einsatz. In der Spielzeit 2023 folgte dann kein weiterer Einsatz in der MLS für ihn.

### Nationalmannschaft
Mit der US-amerikanischen U17 kam er im Februar 2020 sowie im Juni 2022 auf ein paar Länderspieleinsätze. In der Vorbereitung auf die U20-Weltmeisterschaft kam er im Februar 2023 auch noch einmal für die U20 zu einem Freundschaftsspieleinsatz.